# Lewopulo
Lewopulo is een bestuurslaag in het regentschap Flores Timur van de provincie Oost-Nusa Tenggara, Indonesië. Lewopulo telt 723 inwoners (volkstelling 2010).